# Razdrto, Šentjernej
Razdrto je naselje v Občini Šentjernej.